# Slovenská reprezentace v malém fotbale
Slovenská reprezentace v malém fotbale reprezentuje Slovensko na mezinárodních akcích v malé kopané, jako je mistrovství Evropy.

## Historie
Na prvním ME 2010 na Slovensku obsadilo druhou příčku, což je dodnes nejlepší výsledek reprezentace. Slovensko se účastnilo jednoho MS v malém fotbale, které pořádá WMF a to v roce 2019 v Austrálii, kde se dostalo až do čtvrtfinále ve kterém prohrálo s výběrem Brazílie 2:1. Mistrovství světa v malém fotbale SOCCA, které pořádá federace ISF se Slovensko účastnilo dvakrát, ale ani jednou se nedokázali probojovat ze skupiny. Mistrovství Evropy v malém fotbale se Slovensko zatím účastnilo devětkrát. Slovensko se účastnilo také premiérového ročníku Evropských her v malém fotbale v roce 2019, kde hrálo celkem 3 turnaje a získalo kompletní sadu medailí. Česká reprezentace se se Slovenskem utkala celkem pětkrát.

## Výsledky

### Mistrovství světa
| Rok  | Místo konání  | Umístění                                        |
| ---- | ------------- | ----------------------------------------------- |
| 2015 | USA           | Nezúčastnili se                                 |
| 2017 | Nabeul        | Nezúčastnili se                                 |
| 2019 | Perth         | Vyřazeni ve čtvrtfinále Brazílií                |
| 2023 | Rás al-Chajma | Vyřazeni ve čtvrtfinále Maďarskem               |
| 2025 | Baku          | Nepostoupili ze skupiny                         |
|      | Celkem        | Účast – 3× Zlato – 0×, Stříbro – 0×, Bronz – 0× |

### Mistrovství světa SOCCA
| Rok  | Místo konání | Umístění                                        |
| ---- | ------------ | ----------------------------------------------- |
| 2018 | Lisabon      | Nepostoupili ze skupiny                         |
| 2019 | Rethymno     | Nepostoupili ze skupiny                         |
|      | Celkem       | Účast – 2× Zlato – 0×, Stříbro – 0×, Bronz – 0× |

### Mistrovství Evropy
| Rok  | Místo konání | Umístění                                         |
| ---- | ------------ | ------------------------------------------------ |
| 2010 | Slovensko    | Stříbrná medaile                                 |
| 2011 | Rumunsko     | Nepostoupili ze skupiny                          |
| 2012 | Moldavsko    | Prohra v zápase o bronz s Českem                 |
| 2013 | Řecko        | Vyřazeni v osmifinále Rumunskem                  |
| 2014 | Černá Hora   | Vyřazeni v osmifinále Českem                     |
| 2015 | Chorvatsko   | Vyřazeni v osmifinále Slovinskem                 |
| 2016 | Maďarsko     | Vyřazeni v osmifinále Německem                   |
| 2017 | Česko        | Vyřazeni v osmifinále Francií                    |
| 2018 | Ukrajina     | Nepostoupili ze skupiny                          |
| 2022 | Slovensko    | Vyřazeni ve čtvrtfinále Ázerbájdžánem            |
|      | Celkem       | Účast – 10× Zlato – 0×, Stříbro – 1×, Bronz – 0× |

## Soupiska
Nominace na Mistrovství Evropy na Ukrajině 2018.

| #  | Pozice | Hráč                |
| -- | ------ | ------------------- |
| 1  |        | Martin Hužovič      |
| 2  |        | Michal Takáč        |
| 4  | O      | Michal Kučera       |
| 7  |        | Dominik Rolinec     |
| 8  |        | Ivan Buchel         |
| 9  | Ú      | Ľudovít Félix       |
| 11 |        | Tomáš Dyačovský     |
| 12 |        | Silvester Jáger     |
| 13 | Z      | Stanislav Krempaský |
| 14 |        | Jaroslav Repa       |
| 15 | O      | Filip Bednár        |
| 17 |        | Michal Gere         |
| 18 |        | Pavol Gere          |
| 90 |        | Ľubomír Pangrác     |